# Александр Ферський
Александр Ферський — тиран міста Фери у Фессалії з 369 до 358 року до н. е.

## Біографічні відомості
Почав правити після вбиства ним свого дядька й тирана Фер Поліфрона. Був одружений з Фівою, донькою Ясона, правителя Фер. Вже у 369 році Александр практично втратив владу над Фессалією. Більшість міст захопив македонський цар Александр II. Тоді міста Фессалії запросили на допомогу стратега беотійського союзу Пелопіда. Той змусив македонського царя повернути волю фессалійським містам.
Водночас Пелопід намагався примусити Александра відмовитися від влади над Ферами. З цього моменту почалося протистояння об'єднаних сил фіванців та фессалійців на чолі з Пелопідом проти Александра з Фер. На деякий було укладено мир. Але вже у 368 році війна розпочалася знову. Внаслідок тривалого протистояння Александр захопив практично всю Фессалію, окрім Фарсала. Для зміцнення своєї владу він уклав угоду з Афінами проти Фів. В 364 році Пелопід з 300 вояків увійшов до південної Фессалії. На меті він мав усунення від влади Александра. До нього приєдналося багато фессалійців. Вирішальна битва сталася у липні в Кіноскефальських горах. Пелопід зміг розбити Александра, але при цьому загинув сам. Александр вимушений був відмовитися від володіння Фессалією, залишивши у себе Фери та Пагаси. Також його зобов'язали надавати військову допомогу беотійцям.
Після укладання миру із Фівами Александр позбавився значного притоку коштів. Тому він почав піратську діяльність в Егейському морі, що зачіпало інтереси Афін. Александр пограбував острови Тінос, Кіклади, Пепарефос. Він зміг й на морі протистояти Афінам.
В самій же Фессалії становище його було важким. Врешті його дружина Фіва втягнула у заколот проти Александра своїх братів Тісіфона та Лікофрона, які вбили Александра Ферського у спальні.
Щодо мотиву цього вчинку Фіви, наводяться різні версії. Плутарх стверджує, що це був страх перед чоловіком, а також ненависть до жорстокого та брутального характеру Александра, і приписує ці почуття головним чином висловлюванням Пелопіда, коли вона відвідала його у в'язниці. Цицерон пояснює вчинок ревнощами. В інших джерелах йдеться, що Александр взяв наймолодшого брата Фіви як свого еромена та зв'язав його. Роздратований благаннями дружини звільнити юнака, він убив хлопчика, що спонукало її до помсти.